# 京都が泣いている
「京都が泣いている」（きょうとがないている）は、1974年5月にリリースされた三橋美智也のシングル。

## 解説
- 三橋はジーパンにシャツ姿でキャンペーンに赴き、歌の舞台となっている京都を初めとする関西地方を重点的にラジオ局やレコード店への挨拶、サイン会などを積極的にこなした[1]。

- 三橋は若い長髪の宣伝マンにも「よろしく頼みます」と頭を下げ[1]、ラジオのスポットCMでは自身の名前をあえて抜いて曲だけを流したのが好を奏し[1]、1969年『鳴門海峡』以来のヒットとなった。

## 収録曲
両曲共 作詞:横井弘／作曲:平尾昌晃／編曲:竜崎孝路
1. 京都が泣いている
2. 恋みれん